# Gongdong gyeongbi guyeok JSA
Gongdong gyeongbi guyeok JSA (hangul: 공동경비구역 JSA; bra: Zona de Risco) é um filme de suspense e mistério sul-coreano de 2000 estrelado por Song Kang-ho, Lee Byung-hun e Lee Young-ae. Foi dirigido por Park Chan-wook e é baseado no romance DMZ de Park Sang-yeon.
O filme, que foi rodado em locações na Coreia do Sul, trata de uma investigação sobre as circunstâncias que envolveram um incidente de tiroteio fatal dentro da ZDC, a fronteira pesadamente fortificada que separa a Coreia do Norte e a Coreia do Sul, e que inicia uma investigação internacional. Foi o filme de maior bilheteria da história do cinema coreano na época e ganhou o prêmio de Melhor Filme no Blue Dragon Film Awards de 2000 e no Grand Bell Awards de 2001.

## Sinopse
Após um tiroteio na Área de Segurança Conjunta que separa as duas Coreias: dois soldados do exército norte-coreano são encontrados mortos. Este caso deu origem a um grande incidente diplomático entre os dois países. Para que a situação não degenere, uma jovem investigadora coreana-suíça é responsável por conduzir as entrevistas com os soldados que estavam de serviço... Ela rapidamente percebe que os vários depoimentos são contraditórios. O que realmente aconteceu naquela noite entre os soldados das duas Coreias, na Zona de Segurança Conjunta?

## Elenco
| Ator                 | Papel                  | Detalhes              |
| -------------------- | ---------------------- | --------------------- |
| Lee Young-ae         | Major Sophie E. Jean   | Investigadora suíça   |
| Lee Byung-hun        | Sargento Lee Soo-hyeok | Soldado sul-coreano   |
| Song Kang-ho         | Sargento Oh Kyung-pil  | Soldado norte-coreano |
| Kim Tae-woo          | Soldado Nam Seong-sik  | Soldado sul-coreano   |
| Shin Ha-kyun         | Soldado Jeong Woo-jin  | Soldado norte-coreano |
| Christoph Hofrichter | Maj.-Gal. Bruno Botta  | General da comissão   |
| Herbert Ulrich       | Capitão Perrson        | Oficial da comissão   |

## Produção
A Zona Desmilitarizada da Coreia (ZDC) retratada no filme é um cenário feito para o filme, o qual foi construído na área de cerca de 8.000-Pyeong em um estúdio de cinema em Namyangju com um orçamento de 900 milhões de won. O estúdio de cinema de Seul é um estúdio localizado em Namyangju, apesar do nome. O título internacional do filme é em inglês, Joint Security Area (JSA).
A Área de Segurança Conjunta é a área sob controle da ONU localizada na fronteira comum entre as duas Coreias, na zona desmilitarizada designada pelo Paralelo 38. Foi criado após a assinatura do Armistício de Panmunjeom em 27 de julho de 1953, encerrando oficialmente a Guerra da Coréia.
O diretor Park Chan-wook afirmou que queria fazer um filme que abordasse as relações entre os homens fora das divisões políticas e sociais. Ele também afirma que fazer tal filme dez anos antes teria sido impossível devido à censura e à tensão excessiva entre as duas Coreias.

## Recepção
O filme atraiu quase meio milhão de espectadores somente em Seul na primeira semana. Dentro 15 dias após seu lançamento, o filme alcançou um milhão de entradas e, no início de 2001, Joint Security Area tornou-se o filme de maior bilheteria da história do cinema coreano. Posteriormente foi ultrapassado pelos filmes Chingu, Silmido e Taegukgi: A Irmandade da Guerra. No geral, JSA teve 2.499.400 entradas em Seul durante suas 20 semanas nos cinemas e uma estimativa de 5,8 milhões de entradas em todo o país. O filme também fez muito sucesso no Japão, onde arrecadou ¥ 1.160.000.000, tornando-se uma das produções estrangeiras de maior bilheteria de 2001. Sendo o primeiro filme sul-coreano a não considerar as duas Coreias como radicalmente inimigas, JSA foi lançado num contexto de détente. A sua representação humana de ambos os lados foi elogiada:

"Ocorrendo numa altura em que as relações entre a Coreia do Sul e a Coreia do Norte estavam a melhorar, JSA (Joint Security Area) destaca-se com uma notável ausência de maniqueísmo, recusando-se a fazer automaticamente dos norte-coreanos os vilões."
Um DVD do filme foi presenteado ao líder da Coreia do Norte, Kim Jong-il, pelo presidente da Coreia do Sul, Roh Moo-hyun, durante a cúpula das duas Coreias em outubro de 2007. O filme tornou-se famoso no Estado comunista ao norte, sob a influência da onda coreana, com as autoridades confiscando fitas obtidas no mercado negro. Graças a recursos muito grandes (um dos maiores orçamentos da história do cinema coreano), o filme foi um sucesso na Coreia do Sul, e depois em todo o mundo, onde foi apresentado em numerosos festivais, nomeadamente na França e na Alemanha.
Na França, foi apresentado em 12 de março de 2005 no Festival Cinéma d'Alès Itinérances e só foi lançado em DVD a partir de 3 de novembro de 2009 sob o título JSA: Joint Security Area. Um lançamento nos cinemas em uma versão restaurada em 4K foi planejado para 27 de junho de 2018, graças à distribuidora La Rabbia, com um total de 8.958 entradas de junho a outubro de 2018.
Em 2009, o diretor Quentin Tarantino nomeou o filme como um de seus vinte filmes favoritos desde 1992. Joint Security Area mantém uma avaliação no site Rotten Tomatoes de 88% pela crítica, com 24 resenhas, e 89% pela audiência com mais de 5 mil avaliações. No site francês AlloCiné, JSA mantém uma média de 4,2 de 5 estrelas com base em 138 críticas da audiência.

## Adaptações
Um musical intitulado JSA: the Musical estreou em abril de 2014 no Centro de Arte Dongsoong, no distrito teatral de Daehangno, em Seul. Embora o musical seja fortemente inspirado no filme de Park Chan-wook, o roteiro se assemelha mais a DMZ, o romance de Park Sang-yeon que inspirou o filme. Uma minissérie de televisão de oito episódios também adaptada do romance DMZ foi produzida pela KBS, e que foi exibida em setembro de 2014 como parte da Série Especial de Drama (em coreano:  드라마 시티).